# Cyklický adenosinmonofosfát
Cyklický adenosinmonofosfát (cAMP, cyklický AMP) je derivátem adenosintrifosfátu (ATP) a většina prokaryotických i eukaryotických buněk ho využívá jako vnitrobuněčného druhého posla v řadě signálních drah. Působí tak obvykle jako aktivátor proteinkináz. Většina funkcí cAMP u mnohobuněčných organismů, jako je člověk, je spjata s proteinkinázou A. Cyklický AMP se váže na tuto kinázu a aktivuje ji, čímž spouští rozličné buněčné procesy.

## Syntéza a rozklad cAMP
cAMP je syntetizován enzymem adenylátcyklázou, a to z ATP.
Naopak fosfodiesteráza hydrolyzuje fosfodiesterové vazby v cAMP a rozkládá ho na 5‘-AMP, který nemá cyklickou fosfátovou skupinu a který nedokáže regulovat buněčné procesy v takové míře jako cAMP. Fosfodiesterázy se podílí na regulaci hladiny druhých poslů v cytoplazmě.
Rovnice rozkladu cAMP:
cAMP + H2O → 5’-AMP

## Další funkce
Hlenka Dictyostelium discoideum je jediným známým organismem, který využívá cAMP i jako prvního posla k mimobuněčným signálům a mezibuněčné komunikaci. cAMP je chemoatraktantem řídícím organizované shlukovaní buněk do center v agregační fázi vývoje této hlenky.